# 537 Pauly
Az 537 Pauly egy a Naprendszer kisbolygói közül, amit Auguste Charlois fedezett fel 1904. július 7-én.